# Lothar Schmid
Lothar Schmid (ur. 10 maja 1928 w Radebeulu, zm. 18 maja 2013 w Bambergu) – niemiecki szachista i sędzia szachowy klasy międzynarodowej, arcymistrz od 1959 roku.

## Kariera szachowa
Pierwsze sukcesy osiągnął w drugiej połowie lat 40. W roku 1947 zdobył tytuły mistrza Niemiec juniorów (w Weidenau) oraz seniorów (w Weißenfels). W mistrzostwach kraju medale zdobywał jeszcze trzykrotnie, dwa razy srebrne (1955, Höchst am Main i 1959, Norymberga) oraz brązowy (1949, Bad Pyrmont). Do połowy lat 70. należał do ścisłej czołówki szachistów RFN, jedenastokrotnie (w latach 1950 - 1974) występując na szachowych olimpiadach, na których zdobył 6 medali: 4 srebrne (za indywidualne wyniki w latach 1950, 1952, 1968 i 1970 – za każdym razem na II szachownicy) oraz 2 brązowe (wraz z drużyną w latach 1950 oraz 1964). Wystąpił w wielu międzynarodowych turniejach, sukcesy odnosząc m.in. w Travemünde (1951, I m-ce), Hastings (1951/52, III m-ce), Zurychu (1954, I m-ce), Göteborgu (1956, I m-ce), Maladze (1963, I-II m-ce), Wilderness (1964, I m-ce), Bambergu (1968, II-III m-ce), Mar del Placie (1970, I m-ce), Adelaide (1971, II-IV m-ce) oraz Lugano (1979, III-IV m-ce).
Najwyższy ranking w karierze osiągnął 1 lipca 1971 r., z wynikiem 2550 punktów dzielił wówczas 32-37. miejsce na światowej liście FIDE, jednocześnie zajmując 2. miejsce (za Robertem Hübnerem) wśród szachistów Republiki Federalnej Niemiec.
Oprócz sukcesów w grze turniejowej, osiągnął również wybitne osiągnięcia w szachach korespondencyjnych, z których największym było zajęcie w roku 1959 III miejsca (za Wiaczesławem Ragozinem i Lucijsem Endzelinsem) w drugim finale mistrzostw świata w tej odmianie szachów. Za ten wynik otrzymał w tymże roku tytuł arcymistrza szachów korespondencyjnych.
Odniósł również znaczące osiągnięcia jako arbiter szachowy. W swojej karierze sędziował m.in. mecze o mistrzostwo świata pomiędzy Bobby Fischerem i Borysem Spasskim (1972) oraz Garrim Kasparowem i Anatolijem Karpowem (1986), jak również szachową olimpiadę w roku 1980 oraz rewanżowy mecz pomiędzy Fischerem i Spasskim (1992). Był posiadaczem jednego z największych prywatnych zbiorów szachowych książek, szachownic i kompletów figur oraz związanych z szachami dzieł sztuki.